# Fort Bragg (California)
Fort Bragg, fundada en 1889 es una ciudad ubicada en el condado de Mendocino en el estado estadounidense de California. En el año 2000 tenía una población de 7,026 habitantes y una densidad poblacional de 993.7 personas por km².

## Geografía
Según la Oficina del Censo, la ciudad tiene un área total de 7,1 km² (2,7 mi²), de la cual 7,1 km² (2,7 mi²) es tierra y 0,1 km² (0 mi²) (1.44%) es agua.

## Demografía
Según la Oficina del Censo en 2000 los ingresos medios por hogar en la localidad eran de $28,539, y los ingresos medios por familia eran $36,000. Los hombres tenían unos ingresos medios de $25,833 frente a los $23,287 para las mujeres. La renta per cápita para la localidad era de $15,832. Alrededor del 20.4% de la población estaban por debajo del umbral de pobreza.